# Tokyo-processen
Tokyo-processen (IMTFE – International Military Tribunal for the Far East) var en international krigsforbryderdomstol efter anden verdenskrig, rettet mod en gruppe japanske krigsforbrydere.
Domstolen blev besluttet oprettet under Potsdam-konferencen i 1945, således at japanske- i lighed med tyske krigsforbrydere skulle stilles for retten for deres forbrydelser.
Retspræsidenten for domstolen var australieren William Webb og chefanklageren amerikaneren Joseph Keenan.
Udover retspræsidenten var der 11 dommere tilknyttet domstolen fra de allierede nationer, Australien, Canada, Filippinerne, Frankrig, Holland, Indien, Republikken Kina, New Zealand, Sovjetunionen, Storbritannien og USA.
Retssagen fandt sted i perioden 3. maj 1946 – 4. november 1948, hvor 28 højtstående japanske militærpersoner, politikere og embedsmænd var sat under tiltale.
General Douglas MacArthur, som efterfølgende repræsenterede den allierede besættelsesmagt af Japan, indrømmede kejser Hirohito og dennes familie immunitet ved den efterfølgende krigsforbryderdomstol i 1946. Flere kilder, blandt de mest prominente Herbert P. Bix, mener, at den japanske kejser spillede en aktiv rolle i krigen og næppe ville være frikendt, hvis skyldsspørgsmålet om hans ansvar for krigsforbrydelser var prøvet ved en domstol.
Af de 28 anklagede personer blev syv personer (kaldet de syv samuraier) dømt til døden, 16 personer blev idømt livsvarigt fængsel, en fik syv års fængsel, en anklaget Dr. Shumai Okawa, blev erklæret mentalt uegnet for retsforfølgelse, to anklagede, Yosuke Matsouka, udenrigsminister i perioden 1940 – 1941 og tidligere marineminister og generalstabschef for flåden Osami Nagano, døde under retshandlingerne.

## Anklager
| Antal | Anklager |
| ----- | --- |
| 1     | Som ledere, organisatorer, anstiftere eller medskyldig i planlægning og udførelse af en samlet plan eller påbegynde aggressive krigshandlinger mod andre, i modstrid mod international lov. |
| 27    | Uprovokeret krig mod Kina. |
| 29    | Uprovokeret krig mod USA. |
| 31    | Uprovokeret krig mod det engelske Commonwealth. |
| 32    | Uprovokeret krig mod Holland. |
| 33    | Uprovokeret krig Frankrig (Indokina) . |
| 35,36 | Uprovokeret krig mod USSR. |
| 54    | Beordret, autoriseret og tilladt umenneskelig behandling af krigsfanger og andre personer.                                                                                                  |
| 55    | Bevidst og ubesindigt at ignorere deres pligt til af forhindre grusomheder. |

## De syv samuraier
- General Kenji Doihara – spion (senere chef for den japanske hærs flystyrker).
- Baron Kōki Hirota – udenrigsminister.
- General Seishirō Itagaki – krigsminister.
- General Heitarō Kimura – øverstkommanderende, Burmas Ekspeditionsstyrker.
- General Iwane Matsui – øverstkommanderende, Shanghais Ekspeditionsstyrker og chef for de japanske styrker i Kina, central-området.
- General Akira Muto – øverstkommanderende, Filippinernes Ekspeditionsstyrker.
- General Hideki Tōjō, øverstkommanderende, Kwantung-hæren, senere premierminister.

De syv dømte blev henrettet ved hængning i Sugamo-fængslet i Ikebukuro, Japan den 23. december 1948.

## Film
Tokyo Trial – instrueret af Gao Qunshu, 2006